# Pont de Fourchambault - Givry
Le pont de Fourchambault - Givry est un pont en treillis enjambant la Loire situé entre la commune de Fourchambault dans le département de la Nièvre et la commune de Cours-les-Barres dans le département du Cher.

## Description
C'est un pont droit routier composé de poutrelles métalliques reposant sur 5 piles de pierre.

## Géographie
Le pont est situé entre les régions Centre-Val de Loire et Bourgogne-Franche-Comté et les départements du Cher et de la Nièvre joignant le hameau de Givry dépendant de la commune de Cours-les-Barres (Cher) et Fourchambault dans la Nièvre.

## Histoire
La construction du premier pont est décidée en 1834 par la Société du Pont de Fourchambault constituée le 2 novembre 1834 qui prend en charge la construction, en contrepartie d’un droit de péage prévu pour 80 ans. Il est réalisé avec les matériaux locaux et des pièces métalliques issues des usines de Fourchambault.
Son coût est de 400 000 francs auxquels s'ajoutent 26 000 franc de rétribution de l’ingénieur Vauquelin et de frais de notaire, il bénéficie de 80 000 francs de subvention de l’État.
Malgré un surcoût de 46 000 francs de réparation à la suite d'une crue, il est inauguré le 4 septembre et ouvert le 4 novembre 1836.
C'est un pont suspendu d'une longueur totale est de 318 mètres, sa largeur de tablier en bois est de 5,50 mètres et il comporte 6 travées (la plus grande portée est de 66 mètres). En 1864, une arche supplémentaire est ajoutée sur la rive droite de la Loire.
La concession est rachetée par les départements du Cher et de la Nièvre le 7 avril 1884. Le passage devient libre le 13 juillet 1884.
Le pont a été détruit deux fois, d'abord par la crue du 1er juin 1856 puis miné par l'armée française en retraite en juin 1940, il est reconstruit en 1950 sur les culées d'origine cette fois en pont à poutre en treillis Warren en acier.
Un diagnostic complet des structures du pont est opéré en 2016, reconnu apte au service.

## Caractéristiques
Long d'environ 396 m et rectiligne, c'est un pont en poutre en treillis Warren avec montants.